# 薩爾茨卡默古特山脈

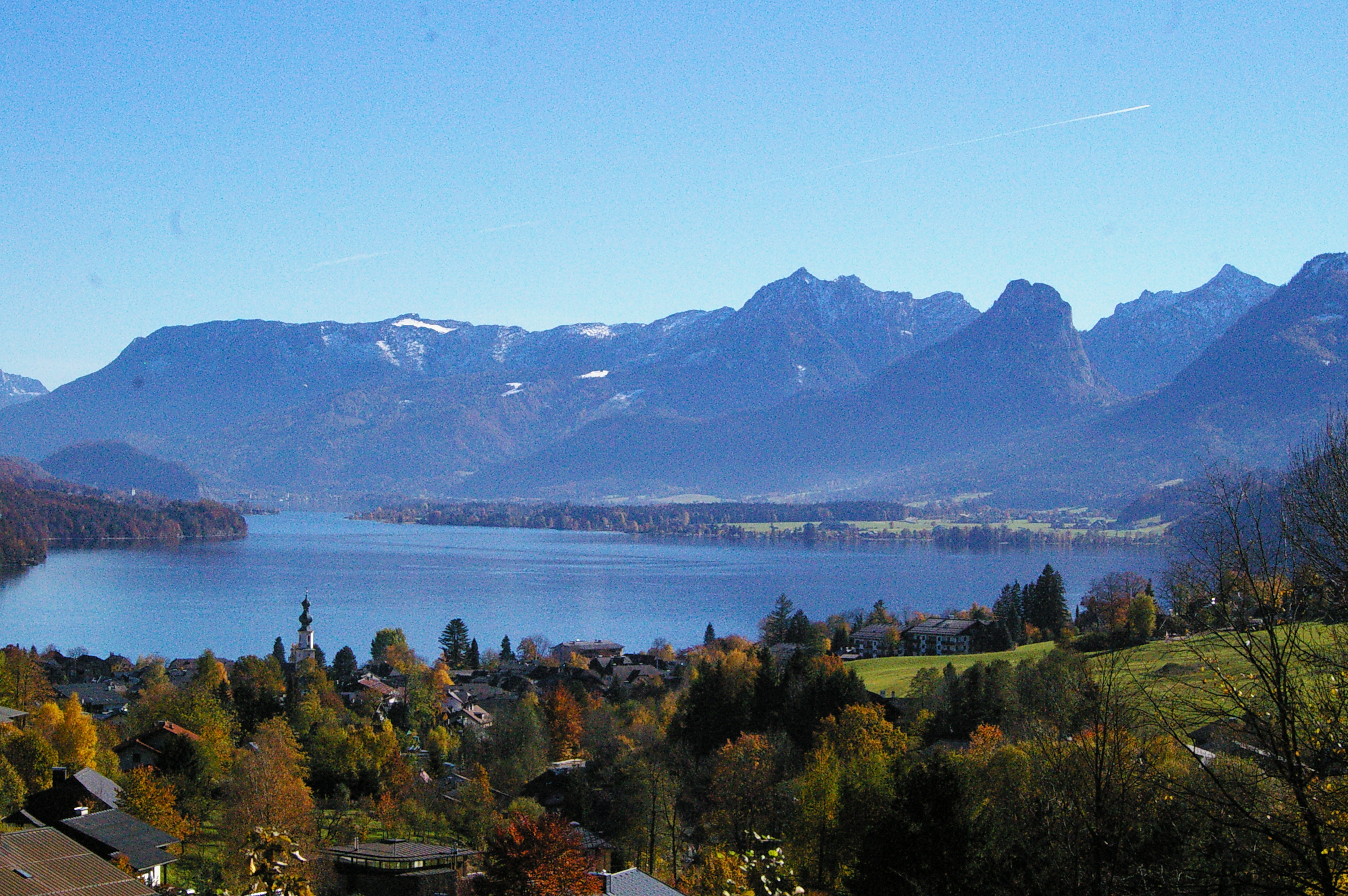

薩爾茨卡默古特山脈（德语：Salzkammergut-Berge）是奧地利的山脈，是北石灰岩山脉的一部分，橫跨薩爾茨堡州和上奧地利，最高點海拔高度2,027米。